# 卡巴那图营救
卡巴那图营救是1945年1月30日解救位于菲律賓卡巴那图（甲万那端）的日军战俘营内511名盟军战俘的军事营救行动，参加行动的有美国陆军游骑兵与菲律宾游击队。此次行动是同盟国特种部队的一次经典军事行动。
与此次营救有关的影视作品有，1945年由爱德华·迪麦特雷克（Edward Dmytryk）导演，约翰·韦恩主演的电影《重返巴丹》（Back to Bataan）；2005年由约翰·戴尔（John Dahl）导演的电影《搶救前線》（The Great Raid）。

## 背景
1943年开始日军在各个战场受挫。在缅甸面临中英军队的进攻，在太平洋地区面对美军及澳大利亚的攻势。日本运输船遭到了美军潜艇封锁，并在1942年日本海军在中途岛海战中遭到了重创。
1944年8月，在东京的日本军部陆军省被美国国务院有关日本虐待盟军战俘的声明激怒，决定执行“杀光政策”将所有战俘处死，以毁灭证据。
1944年10月20日，道格拉斯·麦克阿瑟将军带领部队在菲律宾莱特岛登陆，为解放菲律宾铺平了道路。1944年12月14日，就在美军准备进攻吕宋的时候，日军在巴拉望处死了150名美军战俘。战俘们被赶进防空洞，日军将出口封死并向洞中浇汽油，再将战俘活活烧死。一名幸存的美军一等兵尤金·尼尔森后来于1945年1月7日向美国陆军情报部叙述了这段经历。
两天后，麦克阿瑟的部队在吕宋登陆并迅速向首都马尼拉推进。在此期间美国陆军第六集团军司令沃尔特·克鲁格中将从吕宋的美国陆军远东军游击队少校罗伯特·拉帕姆（Robert Lapham）处得知，在卡巴那图（甲万那端）有关押美军战俘的战俘营。
1月26日随着第六集团军逼近卡巴那图，克鲁格愈加关心战俘营内的状况。他与其情报官霍顿·怀特（Horton White）上校召来第六集团军的特种侦查部队——阿拉莫尖兵做简报。第二天克鲁格中将命令亨利·穆西中校及其第6游骑兵营执行营救卡巴那图战俘的任务。

## 深入敌后

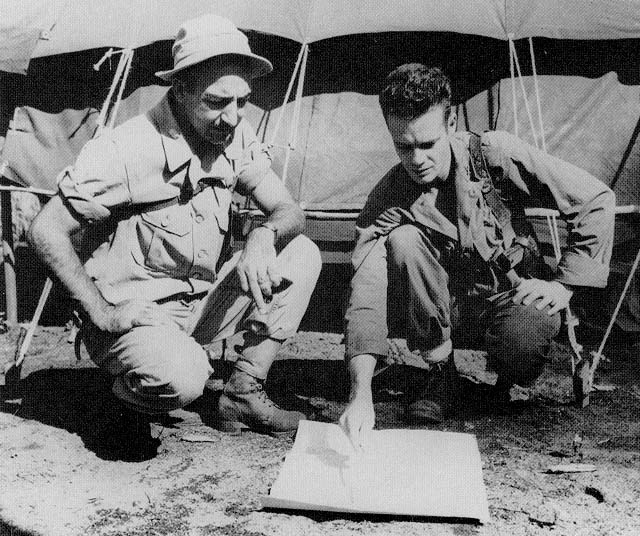
亨利·穆西中校，左

1月27日晚由威廉姆·内尔斯特（William Nellist）及托马斯·罗德斯维尔（Thomas Roundsville）中尉带领的两队阿拉莫尖兵渗透到敌后对战俘营进行侦查。第二天早上侦查队在距战俘营以北3公里的普拉迪诺村遇到了一队菲律宾游击队。
下午早时127名游骑兵士兵由罗伯特·普林斯上尉带领穿过日军在奎姆巴(Guimba)附近的防线。由游击队带领部队穿过树林和草地，尽量避免与日军接触。期间差一点在穿过公路时被日军坦克发现。
第二天在距战俘营以北8公里的巴琳卡琳村(Balincarin)部队与胡安·帕加塔上尉的游击队汇合。胡安·帕加塔上尉对当地地形及日军活动情况很了解。胡安·帕加塔上尉反对穆西当晚便发动进攻的计划，认为那无异于自杀。穆西中校重新参考了帕加塔和阿拉莫尖兵的情报，决定将营救行动推迟24小时，并将游骑兵撤退至普拉迪诺村（Platero）。
1月30日11:30，阿拉莫尖兵中尉内尔斯特与一名士兵（Rufo Vaquilar）化装成当地村民，以便利用战俘营附近高地上的一间房屋对战俘营进行侦查。他们完成了一份详尽的侦查报告，内容包括战俘营的基本形制和最佳进攻路线。之后由另三名尖兵队员将其送交穆西中校。

## 战术部署

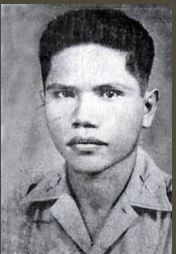
胡安·帕加塔上尉（照片拍摄时已升为少校）

穆西中校于14:30接到报告，并将其转交给普林斯上尉。由普林斯制定作战计划，保证以最小的伤亡成功完成营救虚弱的战俘的任务。
两队游击队员分别由帕加塔和埃东多·詹森（Eduardo Joson）上尉带领控制战俘营周围的道路。游骑兵也被分为各组，由普林斯上尉带领C连，负责进攻战俘营主部，并护送战俘撤离；F连的30名士兵由约翰·墨菲（John Murphy）中尉带领，负责发起作战信号，并向多处日军防点攻击。普林斯断定战斗将在30分钟内结束。
一个难题摆在营救部队面前，游骑兵们必须匍匐穿过一大片开阔地而不能被日军发现。穆西中校接受了帕加塔的建议，要求美国陆军航空部队在夜间游骑兵行动时让P-61黑寡妇战机在空中盘旋以吸引日军注意力。事后证明这相当有效。
在战斗开始前的45分钟，P-61飞行员肯尼斯·R·施雷伯（Kenneth R. Schrieber）上尉在战俘营上空450米关闭左侧发动机，又重新发动制造成发动机回火以发出巨大声响。他重复该动作两次掉到离地60米高度，假装飞机受损。之后它将飞机驶向一座小山并隐藏到山后贴地30米飞行。日军以为飞机坠毁，都注意观察小山方向等待飞机爆炸后的火球出现。这就为游骑兵的行动提供了有效的掩护。

## 营救过程

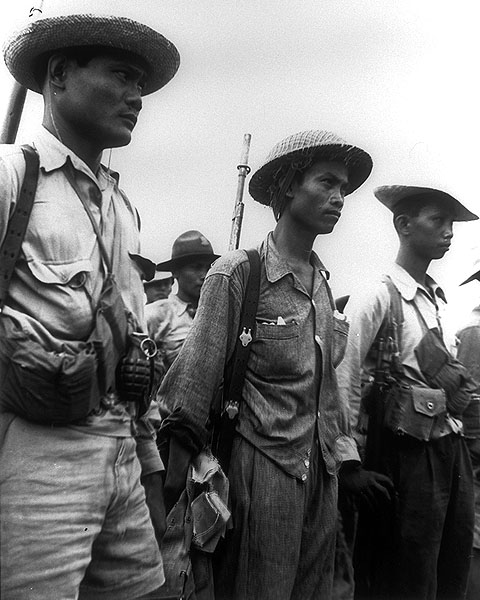
胡安·帕加塔上尉的游击队员。

穆西批准普林斯的计划两小时后，游骑兵从普拉迪诺村出发。 部队的秘密潜行进行的很顺利，因为帕加塔的游击队已经通知沿线居民不要外出并扣留外来的客人直至营救行动结束，同时还让村民们把鸡关进鸡窝，把狗拴进狗舍并带上嘴套，以免这些动物们在穆西的队伍经过的时候吠叫而引发日军警觉。住在临近目标区域的村民们被告知为安全起见最好离开住所去安全区域但要保持隐秘以免惊动日军。同时P-61于18:00起飞，由肯尼斯·R·施雷伯上尉及邦尼·B·拉克斯（Bonnie B. Rucks）中尉驾驶，以分散日军注意力。其他由普林斯带领向战俘营大门靠拢。
19:40救援行動開始。大门前的游骑兵用火力压制住日军守卫兵营，同时战俘营后面的游骑兵消灭战俘棚屋附近的日军。一组F连的反坦克组由军士长曼顿·P·斯图尔特带领进入大门并飞奔300码接近营区中心地带，用“巴祖卡火箭筒”摧毁了两辆卡车和有金属材料加固的坦克车库(卡车当中有一辆是载着大约十几名日军士兵)。周围逃出来的日军很快被F连的火力全部消灭。

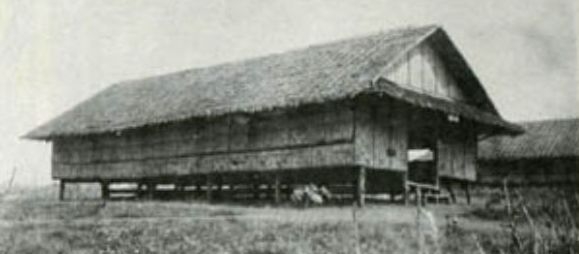
卡巴那图战俘营内的棚屋

营救部队呼喊战俘出来撤离，但由于很多战俘以为这是日军设计的陷阱，以便借口杀死他们。甚至还有一些战俘还在“抵抗”，因为此时美军的制服与装备已与他们被俘前大不一样。他们很多都藏了起来，营救人员不得不逐一营房的拉人。战俘们质问游骑兵他们是哪个部队的。许多游骑兵不得不连拉带拽地强迫战俘离开。出了营房后他们被告知从“大门”离开。但是在这些饱受了3年多折磨的战俘们的概念当中，“大门”指的是美军战俘营区的门，因此一时间出现了混乱。但最终得以在游骑兵的引导下有秩序的撤离。
战俘营中还有被称为“零病房”的棚屋，称为“零病房”是因为一旦进入再想活着出来的概率为零。日军实际上是将病重的战俘放在其中等死。由于其中的战俘皆为重病营救人员只得将其背出，战俘已骨瘦如柴游骑兵甚至可以一人扛两名战俘。
一名日军趁乱向大门方向发射了三枚迫击炮弹，随即被F连的士兵歼灭。几名战俘和军医詹姆斯·费舍尔上尉因此受伤。
附近听到警报的日军涌向旁边的卡布河（Cabu River），试图过桥支援战俘营的日军。他们正落到帕加塔游击队的伏击区。帕加塔已事先在桥上安置了炸弹，并于19:40引爆。可桥并未被炸毁，只是在桥面上炸出一个大洞，这就使日军坦克无法通过。日军成群涌向大桥，都被菲律宾游击队的火力挡了回去。一名刚刚在几个小时前学会使用“巴祖卡”火箭筒的游击队员，一共击毁和重创了四辆藏在树后的日军坦克。
普林斯又检查了所有的棚屋，但还是落下了一名耳聋的英军士兵，埃德温·洛斯，他当时在公共厕所里。埃德温·洛斯第二天醒来后发现战俘们都不见了，只剩他自己一人。他意识到他们被解救了，日军已经走了。他从容的修整了胡子，穿上了他自己专门留给重获自由时才穿的最好的衣服。之后他走出战俘营，希望有人找到他并将其引向自由。不久他就被过路的游击队发现并带走。

## 迈向自由的征程

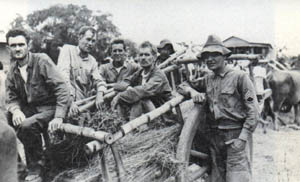
坐在牛车上的虚弱的盟军战俘。

晚20:15，所有战俘都已撤离，普林斯上尉发射信号弹通知结束行动。游骑兵带着虚弱疲惫的战俘向一英里外的集合地点邦板牙河（Pampanga River）行进。阿拉莫尖兵留下断后，掩护撤退。同时帕加塔的游击队继续抵抗直到可以撤退。
30分钟后游骑兵到达河边，河岸边早有帕加塔派人事先组织来接应的村民和十数辆水牛大车组成的车队接应。
车队正式返回的路上出了个岔子——遭遇一支菲律宾共产党军队“菲律宾人民抗日军”，他们既不买日本人的账，也不买美国人的账，同时还是帕加塔的人的死对头。帕加塔手下的一个中尉进村子与“菲律宾人民抗日军”协商后回来说，“菲律宾人民抗日军”不许车队通过这个村子。穆西被气着了，他让那个副队长再去交涉并转告“菲律宾人民抗日军”日军就会追来，所以一定要通过。中尉回来说“菲律宾人民抗日军”允许美国人通过，但仍然不让帕加塔的人过去。

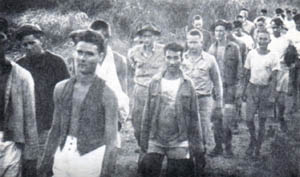
前盟军战俘向自由行进。

穆西被激怒了，他让中尉转告“菲律宾人民抗日军”要么让所有人通过，要么美军将用无线电呼叫远程炮火把小村子轰平（其实当时无线电台已经损坏，尚未修复）。于是“菲律宾人民抗日军”终于同意“所有人通过”。此时穆西已经被气得神经质了，他疑心这个中尉是“菲律宾人民抗日军”的人，便拔出手枪，拉套筒上膛，质问他前边路上有没有埋伏。中尉说没有，穆西说：“这么办，前边路上最好没有埋伏，因为你得走在大车队的最前边，我就跟在你后边，前边有点什么风吹草动，我先毙了你。”
后来车队通过了村子之后，毫发无损的穆西特意向该中尉道了歉。
20:00穆西得以和第六集团军司令部取得无线电联系。此时第六集团军已攻克据穆西当时位置16公里的塔拉韦拉（Talavera），穆西直接开向塔拉韦拉。在塔拉韦拉前战俘换乘卡车撤离。

## 影响
此次营救是一次极大的成功，解救了512名战俘。
共有三名美国人死亡。一名战俘因患疟疾在被解救后死亡、军医詹姆斯·费舍尔因槍傷傷到大動脈第二日死亡、在战斗中阵亡的只有罗伊·斯威齐（Roy Sweezy）下士為掩護隊友而身中多槍陣亡。费舍尔和斯威齐都被安葬在马尼拉国家公墓。
21名菲律宾游击队员负伤（包含一位華僑裔）。
约523名日军伤亡。

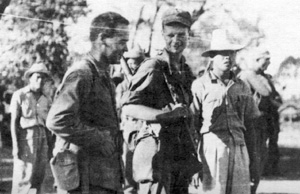
詹姆斯·费舍尔与罗伯特·普林斯上尉

营救行动的成功极大的鼓舞了麦克阿瑟麾下官兵们的士气，并经由军方通讯记者的报导，立刻在美国民众中广为流传，同时也深深地触动了很多关注当年菲律宾沦陷后“巴丹死亡行军”幸存者们命运的美国民众的感情。

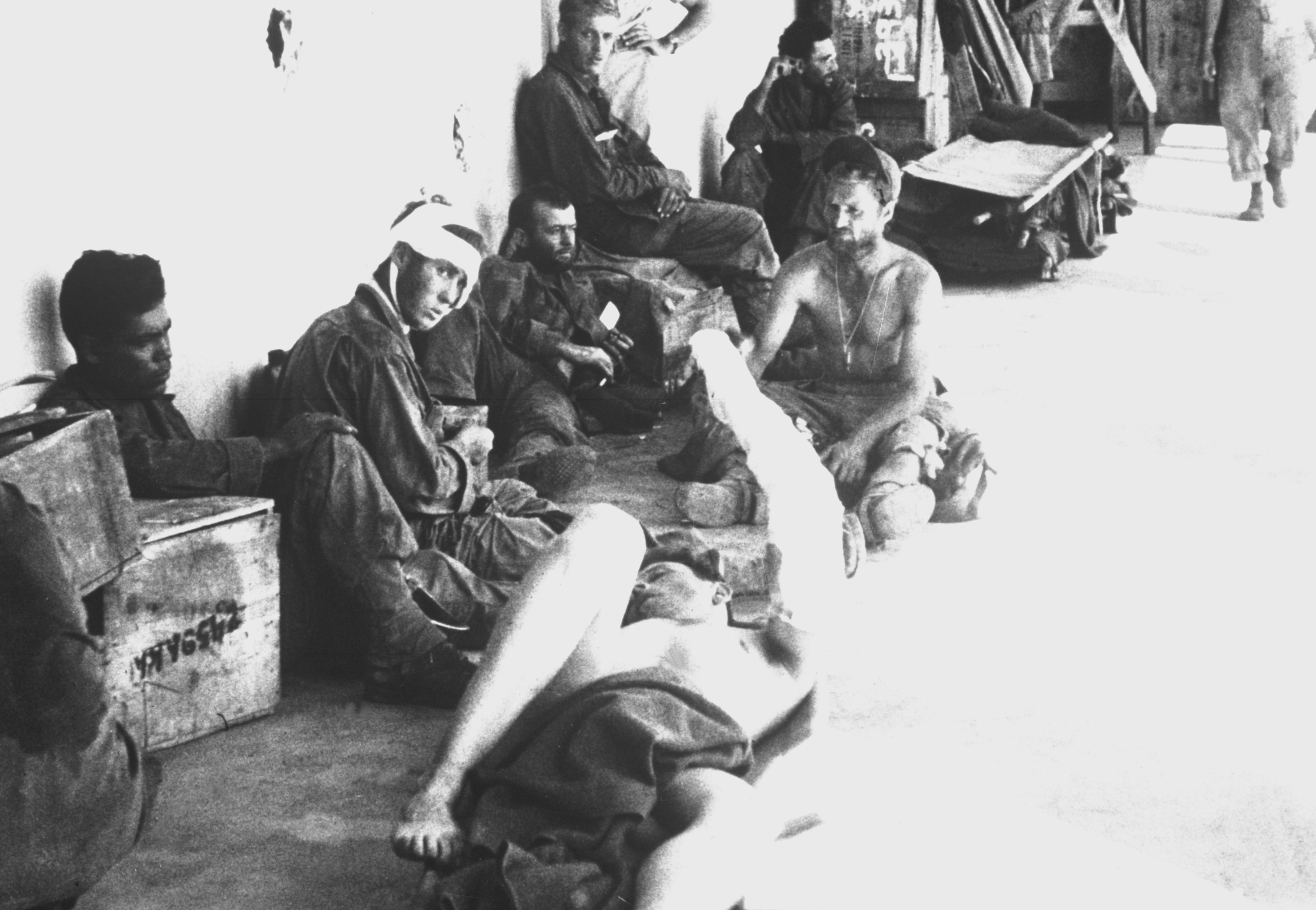
在临时医院里的前战俘。

272名前战俘于1945年2月11日乘美军军舰离开莱特岛，经新几内亚霍兰迪亚于1945年3月8日抵达旧金山。在此期间日本通过专门针对美军进行心理战的绰号“东京玫瑰”的英语广播极力宣传其海军潜艇、军舰和飞机都在追击此船。然而这只是虚张声势，该船最终安全抵港。
营救任务的成功得到了广泛认可和高度赞扬，麦克阿瑟将军称赞这次行动是“非凡的壮举和对所有相关方面的异乎寻常的回报”。麦克阿瑟于1945年3月3日向参加营救行动的官兵颁授勋奖：穆奇中校和他的副手普林斯上尉被授予傑出貢獻十字勋章(美国军队颁发过的级别仅次于荣誉勋章的高级勋章，特别授予对军方有杰出贡献的人)，所有参加行动的美军军官和部分士兵被授予银星奖章，其余所有参加行动的队员、包括参战的菲律宾游击队全体官兵，都被授予铜星奖章。
此次救援和稍后2月23日的洛斯巴诺斯(Los Banos)营救的成功是游骑兵部队、阿拉莫尖兵、菲律宾游击队和相关各地面及航空队方面全力配合的精诚所至，没有当地人民的全力协助，整个任务将是极其艰难甚至根本无法完成的。这使得该战例被载入教材成为日后美军各部队学习的典范。

### 相關作品
- 電影《搶救前線（The Great Raid）》（2005年）